# Le Projet Atticus
Pour plus de détails, voir Fiche technique et Distribution.
Le Projet Atticus (The Atticus Institute) est un film d'horreur américain au format faux documentaire réalisé par Chris Sparling, sorti en 2015.

## Synopsis
Le Dr. Henry West a fondé l'Institut Atticus pour étudier l'activité paranormale. Malgré le témoignage de plusieurs cas remarquables, rien ne pourrait avoir préparé docteur West et ses collègues à Judith Winstead. Elle surpasse chaque sujet précédent, mais ses pouvoirs semblent de nature démoniaque. Le gouvernement américain intervient et essaie de militariser ses capacités . Après presque quarante ans, les événements classés secrets sont rendus publics.

## Fiche technique
Sauf indication contraire, les informations mentionnées dans cette section peuvent être confirmées par la base de données cinématographiques IMDb,  présente dans la section « Liens externes ».
- Titre original : The Atticus Institute
- Titre français : Le Projet Atticus
- Réalisation : Chris Sparling
- Scénario : Chris Sparling
- Direction artistique : Nathalie Neurath
- Décors : Nathalie Neurath
- Costumes : Maressa Richtmyer
- Photographie : Anne Lesend
- Son : Gwen Kurtoy
- Musique : Kriss Kofman
- Production :
  - Producteur délégué : Dan Clifton
  - Producteur associé : Leigh Medeiros
  - Producteurs : Natalia Safran, Peter Safran
  - Coproducteur : Chris Sparling
- Pays d’origine :  États-Unis
- Langue originale : anglais
- Format : couleur
- Genre : Horreur, thriller
- Durée : 79 minutes
- Dates de sortie :
  - États-Unis : 20 janvier 2015
  - France : 18 mars 2015
- Interdit aux moins de 12 ans

## Distribution
- William Mapother : Dr. Henry West
- Rya Kihlstedt : Judith Winstead
- John Rubinstein : Marcus Wheeler
- Sharon Maughan : Susan Gorman
- Harry Groener : Lawrence Henault
- Lou Beatty Jr. : Darrell Price
- Anne Betancourt : Joanne Breault
- Jake Carpenter : Norman LeClair